# Dommuseum Hildesheim
52°08′57,4″N 9°56′51,2″E/52,149290 9,947550

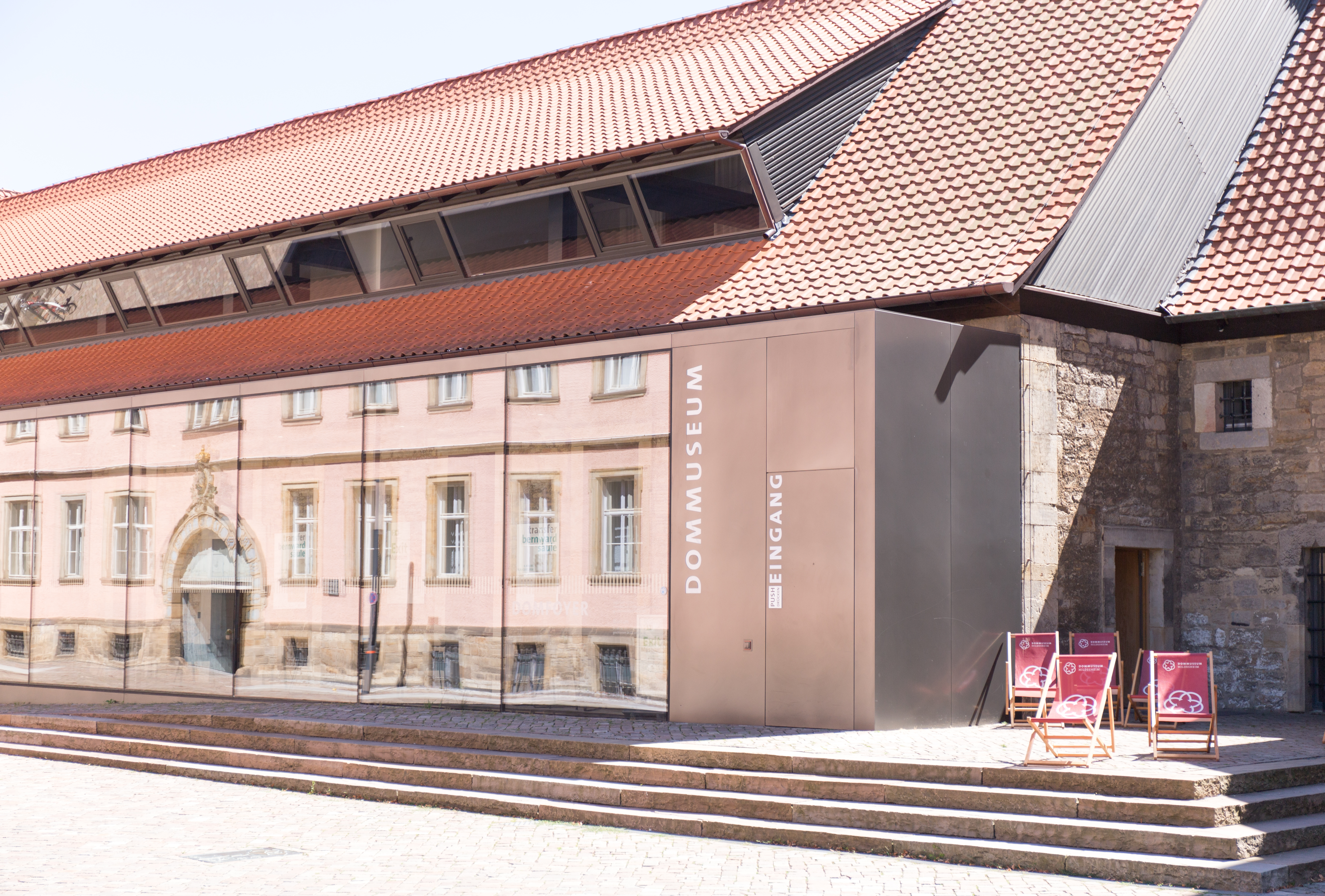
Wejście do Muzeum

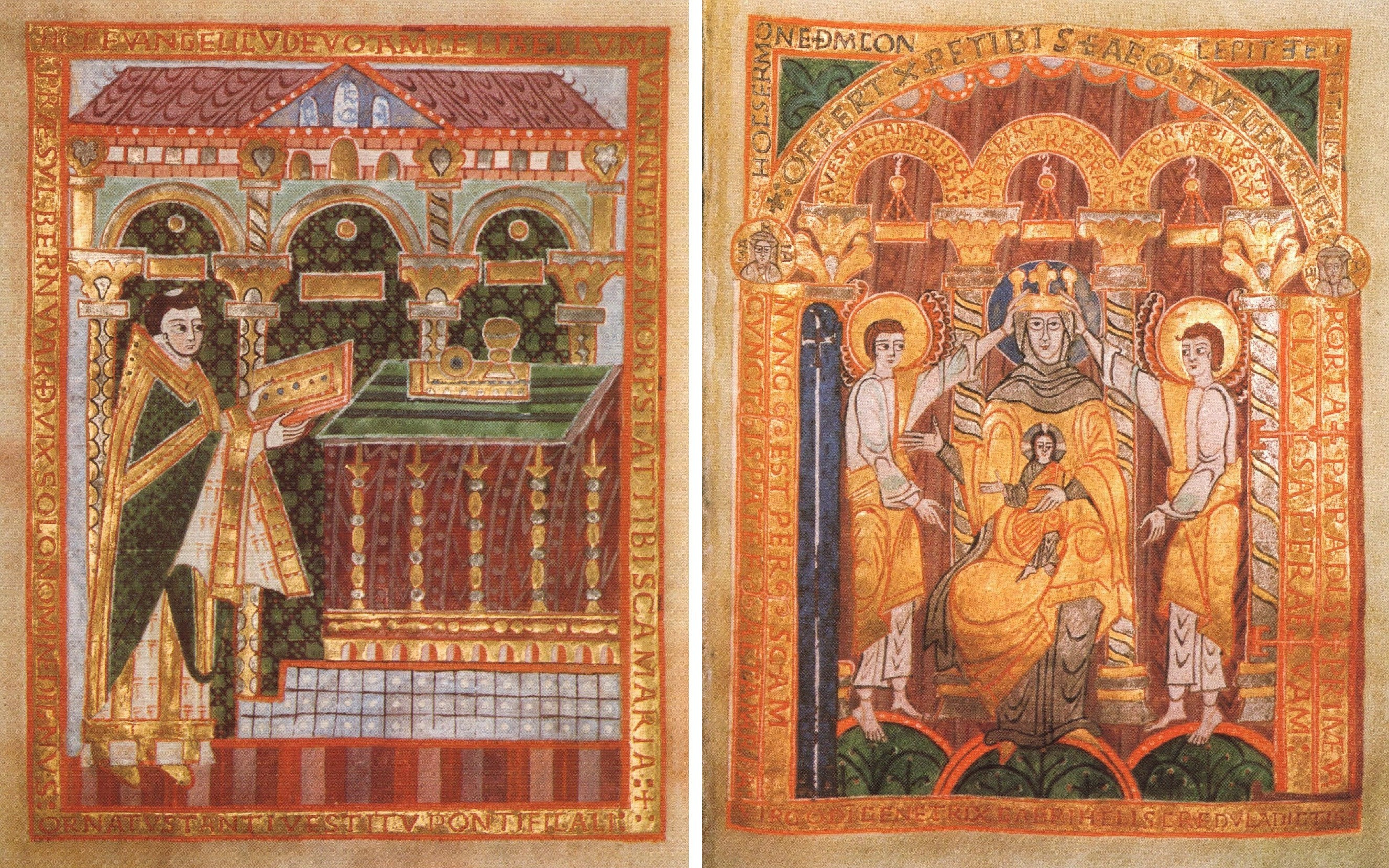
Miniatury z Ewangeliarza Bernwarda

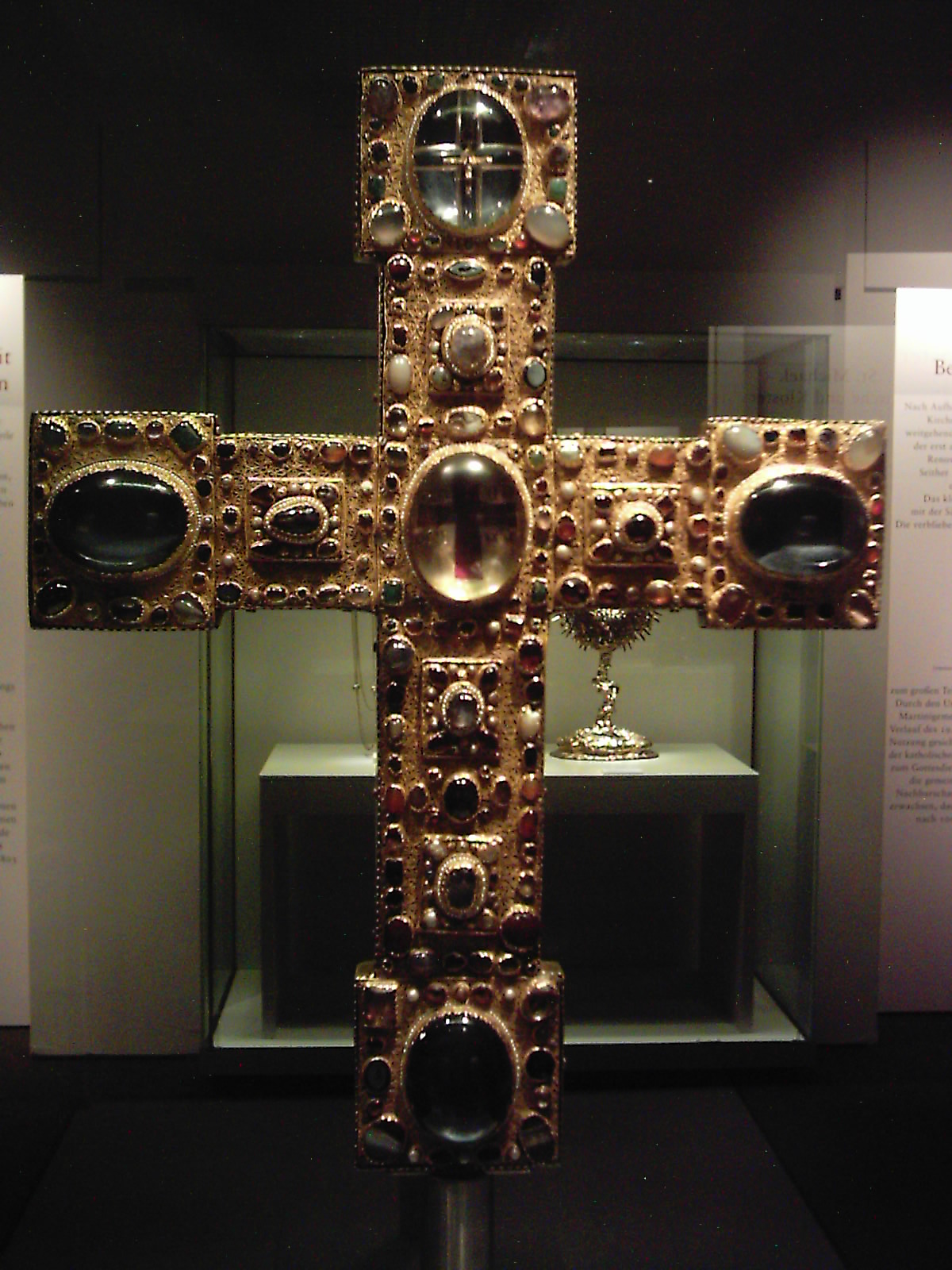
Krzyż Bernwarda

Dommuseum Hildesheim (znane także jako Domschatz – „Skarbiec Katedralny”) – muzeum znajdujące się w Hildesheimie (Dolna Saksonia, Niemcy) w obrębie zabudowań monasterium kanonickiego stanowiące część zespołu zabudowań katedry NMP. Rdzeniem zbiorów są dzieła tworzące skarbiec katedralny, którego historia sięga najstarszych dziejów hildesheimskiej katedry. Część dzieł do dziś pełni swoją pierwotną funkcję w ważniejszych wydarzeniach religijnych.

## Dzieje
Dzieje skarbca sięgają początków istnienia katedry. Duża część najstarszych zbiorów łączy się z działalnością artystyczną świętego Bernwarda (ok. 960–1022), miejscowego biskupa, który podczas pontyfikatu zlecił wykonanie dzieł złotniczych dla katedry i plastyki brązowej dla kościoła św. Michała. Przez całe średniowiecze i nowożytność gromadzono w skarbcu relikwiarze, różnego rodzaju liturgiczne utensylia, manuskrypty służące do nabożeństw oraz paramenty, z których znaczna część tworzy obecne zbiory muzealne. Ponadto już w okresie reformacji i przede wszystkim w pierwszej połowie XIX wieku kiedy miała miejsce masowa sekularyzacja klasztorów na terenie północnej Rzeszy, co za tym w okolicach miasta pochodzące stamtąd ocalone zbiory składano jako darowizny biskupom Hildesheimu.
Inicjatorem i założycielem obecnej kolekcji dzieł sztuki sakralnej był biskup Eduard Jakob Wedekin (1796–1870). Podczas ostatniej wojny kolekcję ewakuowano. Ponowne otwarcie Muzeum miało miejsce w roku 1960 za pontyfikatu biskupa Heinricha Marię Janssena. Muzeum zostało dwukrotnie przekształcone i powiększone w latach 1977 i 1978.

## Zbiory
Kolekcję tworzy dawny skarbiec katedralny oraz dzieła ofiarowane diecezji Hildesheimu. Najstarszym dziełem jest pochodzący z IX wieku srebrny relikwiarz Marii, przekształcany i wtórnie pozłacany. Sztukę ottońską tworzy bogate dziedzictwo po biskupie Bernwardzie, zleceniodawcy m.in. drzwi Bernwarda i kolumny Chrystusa dla kościoła św. Michała (ob. w katedrze). Dla świątyni biskupiej i skarbca katedralnego ofiarował zlecone przez niego dzieła wykonane przede wszystkim u miejscowych artystów. Są to tzw. Złota Madonna – drewniana figura Marii z Dzieciątkiem o przeznaczeniu kultowym, w całości pokrytą lanym złotem; para srebrnych świeczników; dwa ewangeliarze – tzw. srebrny z bogato zdobioną oprawą z przedstawieniem Madonny z Dzieciątkiem oraz tzw. Mały Ewangweliarz z kameryzowaną oprawą zdobioną także bizantyńską plakietką z kości słoniowej ze sceną Ukrzyżowania. Biblia Bernwarda z początku XI wieku z licznymi miniaturami w tym tzw. miniaturą dedykacyjną przedstawiającego Bernwarda ofiarującego ewangeliarz Marii siedzącej u stóp Krzyża. Ponadto z Bernwardem związany jest wykonany prawdopodobnie w Bizancjum ornat z IX w. oraz srebrny krzyż procesyjny z typowym, dla sztuki ottońskiej, wizerunkiem Ukrzyżowanego. Cennym dziełem iluminatorstwa jest Sakramentarz mnicha Rattmana wykonany w 1159 r. Zdobi go m.in. miniatura z przedstawieniem owego mnicha ofiarującego księgę świętym Michałowi i Bernwardowi. Oprawę zdobi srebrna plakieta z przedstawieniem Zbawiciela Świata. Pamiątką łączoną z następcą Bernwarda, świętym Godeherdem jest pozłacany relikwiarz w typie skrzyniowym z płaskorzeźbionymi przedstawieniami Marii z Dzieciątkiem i apostołów. Ponadto romanizm reprezentuje złoty, kameryzowany krzyż procesyjny z ok. 1150 roku wzbogacony o relikwie; relikwiarz na głowę św. Oswalda datowany na ok. 1185–1190, srebrny z elementami pozłacanymi, za sprawą popiersia przedstawiającego świętego nakrytego mała koroną reprezentuje typ tzw. relikwiarza mówiącego. Spośród kielichów mszalnych wyróżnia się tzw. Kielich Bernwarda, który w obecnym kształcie wykonano za panowania biskupa Gerharda von Berg w II poł. XIV wieku. Na zewnętrznej stronie czary w arkadach wizerunki Apostołów, stopę zdobią grawerowane plakietki ze scenami chrystologicznymi, oraz użyte wtórnie gemmy i kamee. Późnogotycki relikwiarz Marii z 1409 r. ma charakter stylizowanej wieży zdobionej romanizującymi arkadami, w których umieszczono figurki tworzące wątki maryjne, przykład średniowiecznego historyzmu. Ponadto dzieła pochodzące z różnych regionów, m.in. zespół późnoromańskich pastorałów, gotycka figurka Marii, import francuski, przykład dzieła służącego do prywatnej dewocji, późnogotycki krzyż procesyjny z grawerowanym wizerunkiem Ukrzyżowanego na Drzewie Życia, późnobarokowa monstrancja i wiele innych.

## Galeria

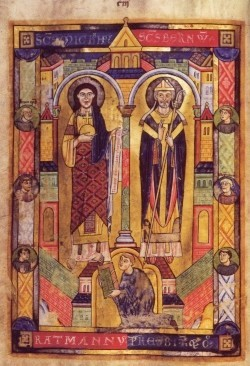
Sakramentarz Ratmanna
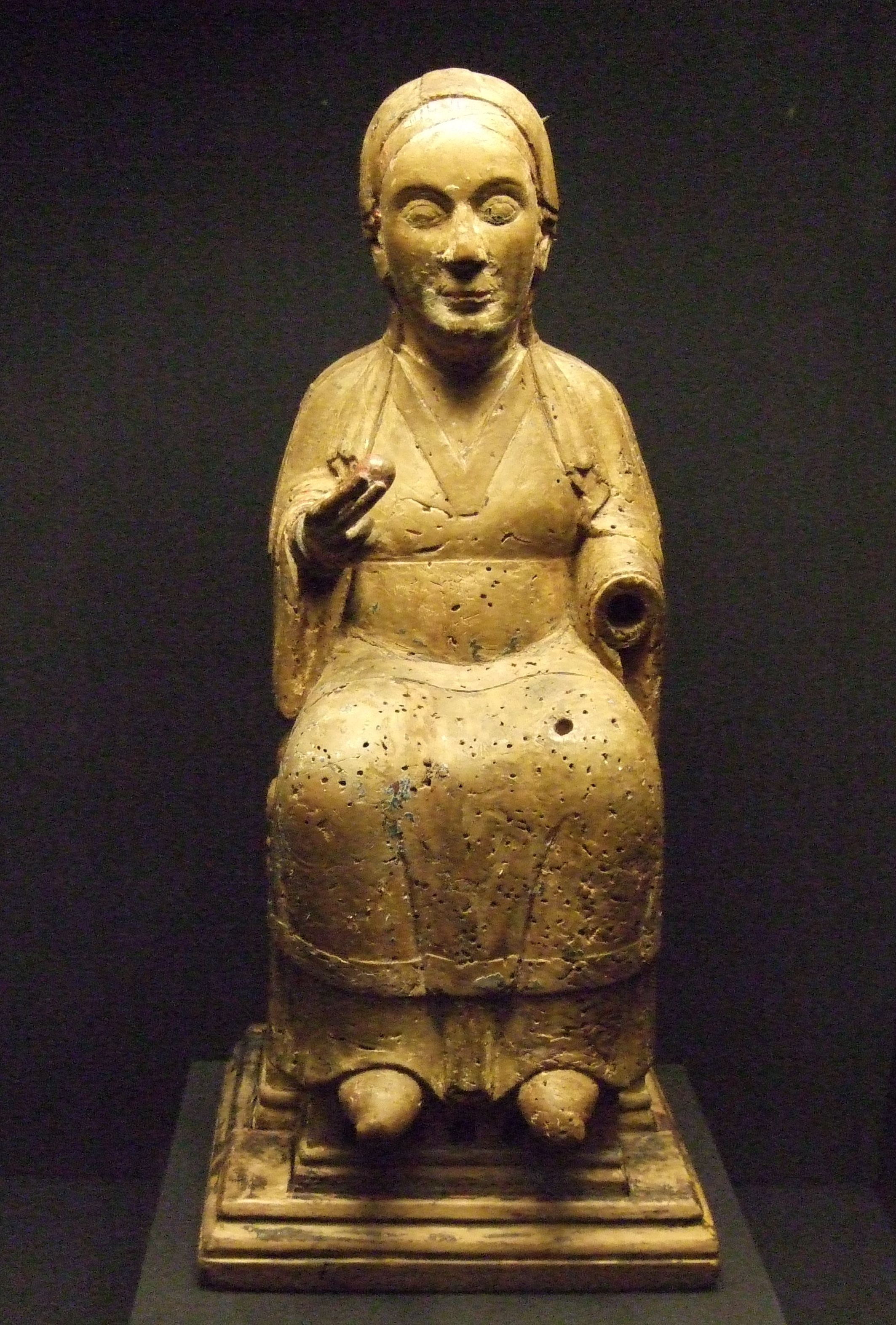
Figura Tronującej Marii z XII w.
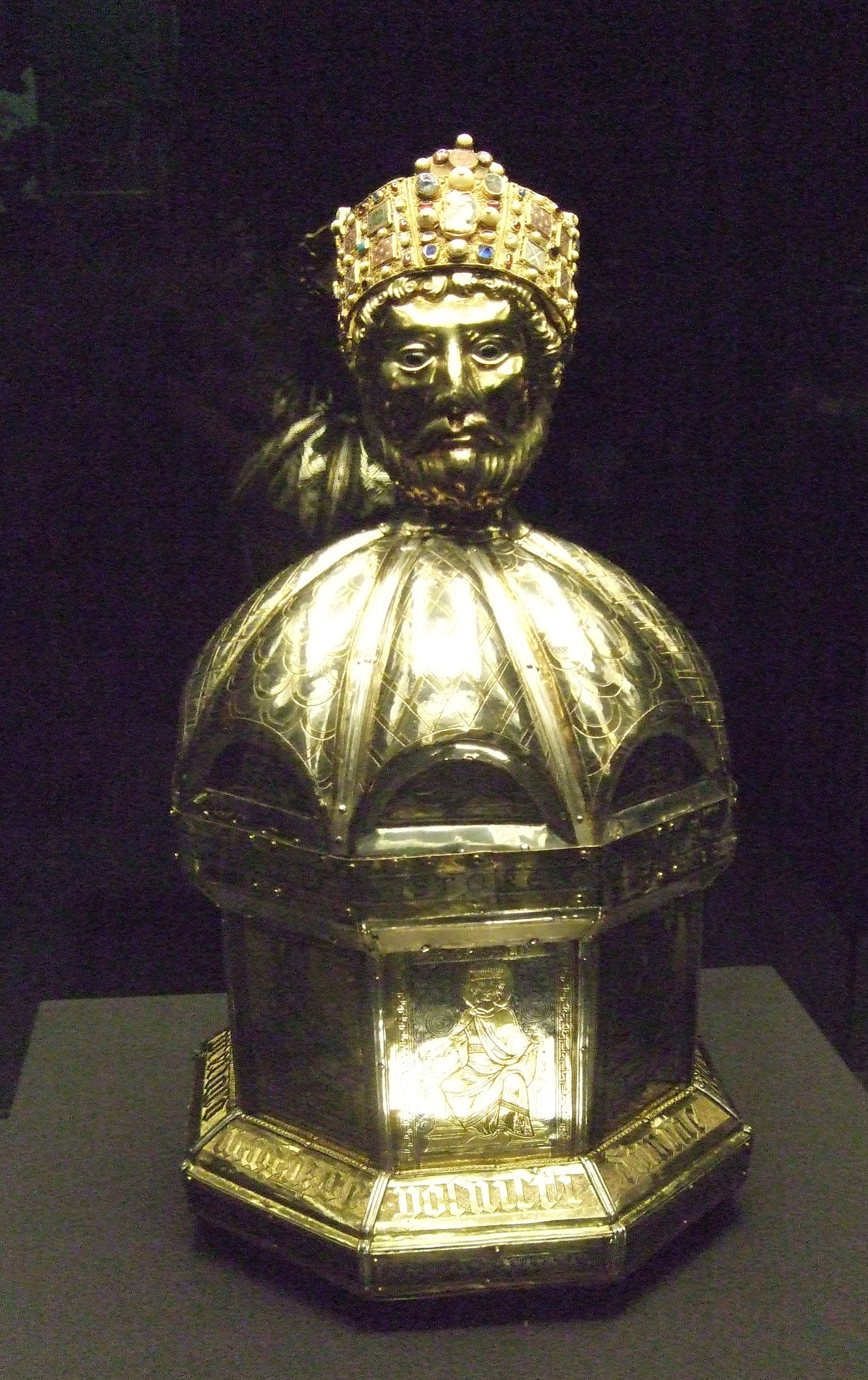
Relikwiarz św. Oswalda
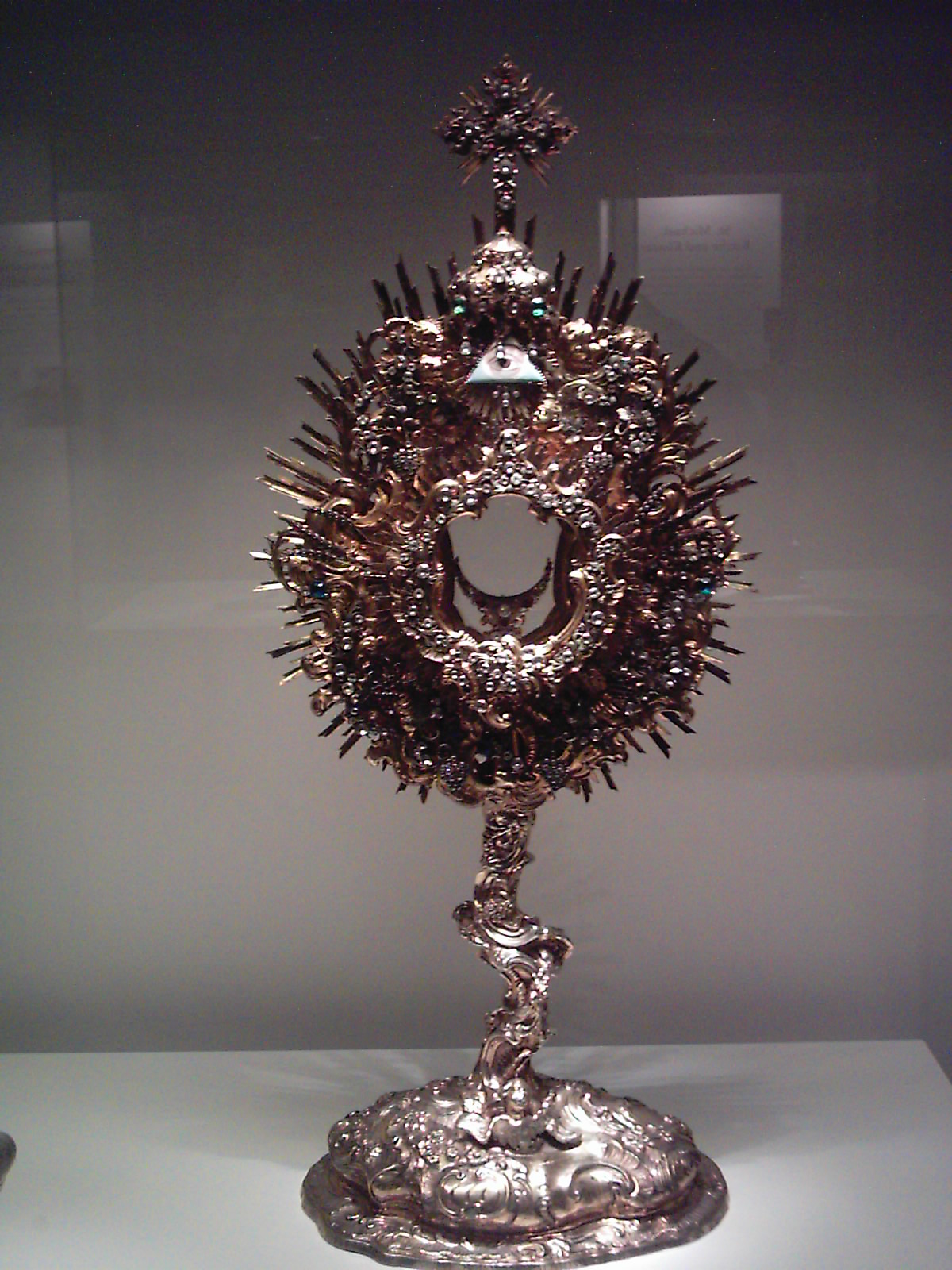
Barokowa monstrancja